# Skovorodino, Amur oblast
Skovorodino (ryska Сковородино) är en stad i länet Amur oblast i Ryssland.  Den ligger ungefär 670 kilometer nordväst om Blagovesjtjensk och 54 kilometer från den rysk-kinesiska gränsen. Folkmängden uppgår till cirka 9 000 invånare.

## Historia
Staden grundades 1908 med namnet Zmeinij (ryska Змеи́ный) vid byggandet av den transsibiriska järnvägen. Den fick senare namnet Never-1 (ryska Невер-1) efter den närbelägna floden. 1911 döptes den återigen om, till Ruchlovo (ryska Рухлово). Den fick stadsrättigheter 1927.